# Крихітка-Хаврошечка (мультфільм, 2007)
Крихітка-Хаврошечка (рос. Крошечка-Хаврошечка) — російський мультфільм 2007 року студії «Пілот». Входить до циклу «Гора самоцвітів». Створений за мотивами однойменної російської казки.

## Сюжет
Крихітка-Хаврошечка стала сиротою, коли померли її батьки. Її забрала до себе зла мачуха, в якої дві дочки. І вони завжди над нею насміхаються, але одного разу Хаврошечка залізе в вушко корови де вона побачить своїх батьків , і її забирає до палацу царевич.

## У ролях
| Актор            | Роль       |
| ---------------- | ---------- |
| Тетяна Кравченко | ОПОВІДАЧКА |